# Колесников, Пётр Федосеевич
Пётр Федосеевич Колесников (21 февраля 1922, Семёновка, Туркестанская АССР — 28 января 1945) — командир батареи СУ-85 1454-го самоходно-артиллерийского полка в годы Великой Отечественной войны. Старший лейтенант, Герой Советского Союза.

## Биография
Родился 21 февраля 1922 года в селе Семёновка (ныне — в Иссык-Кульском районе Иссык-Кульской области).
В 1942 году призван в Красную Армию.
15 января 1945 года 1454-й самоходно-артиллерийский полк 11-го гвардейского танкового корпуса 1-й гвардейской танковой армии вышел на подступы к реке Пилица севернее г. Нове-Място (Польша). СУ-85 старшего лейтенанта П. Ф. Колесникова (механик-водитель старшина С. Г. Амеличкин) успешно переправившись через полынью (при этом 6 из 20 переправлявшихся танков и 2 из 6 самоходно-артиллерийских установок затонули), сразу же вступил в бой, уничтожив несколько танков противника.
П. Ф. Колесников умер от ран 28 января 1945 года.
Похоронен в посёлке Ставище Киевской области Украины.

## Семья
- Мать — Колесникова Степанида Петровна.

## Награды
- За проявленный героизм и отвагу командиру батареи СУ-85 старшему лейтенанту П. Ф. Колесникову было присвоено звание Героя Советского Союза (27 февраля 1945, посмертно)[3][4].
- Орден Отечественной войны 1-й степени (06.05.1944)[5].
- Два ордена Красной Звезды (21.09.1943[6]; 08.09.1944[7]).